# Kilifi
Kilifi est une ville du Kenya et le chef-lieu du comté de Kilifi.
Elle est située à environ 56 km au nord-est de Mombasa, sur l'estuaire de la rivière Voi (en).